# Canton de Châteauroux-Ouest
Le canton de Châteauroux-Ouest est une ancienne division administrative française, située dans le département de l'Indre, en région Centre-Val de Loire.
À la suite du redécoupage cantonal de 2014, le canton a été supprimé en mars 2015. Les communes de Niherne et de Saint-Maur dépendent désormais du canton de Buzançais, alors que Châteauroux (fraction cantonale) dépend du canton de Châteauroux-3 et Villers-les-Ormes dépend du canton de Levroux.

## Géographie
Ce canton était organisé autour de la commune de Châteauroux, dans l'arrondissement éponyme. Il se situait dans le centre du département.
Son altitude variait de 122 m (Niherne) à 184 m (Saint-Maur).

## Histoire
Le 15 février 1790 a été créé le « canton de Châteauroux ». En 1801,, une modification est intervenue. Ce n'est qu'en 1973 que les cantons de « Châteauroux-Centre », « Châteauroux-Est », « Châteauroux-Ouest » et « Châteauroux-Sud » ont été créés.
Il a été supprimé en mars 2015, à la suite du redécoupage cantonal de 2014.

## Administration
| Période        | Période   | Identité                      | Étiquette | Qualité |
| -------------- | --------- | ----------------------------- | --------- | --- |
| septembre 1973 | mars 1979 | Jeanne Dacquin                | DVD       | Maire de Luant Ancienne conseillère générale du canton de Châteauroux (1961-1967) Pharmacienne |
| mars 1979      | mars 1985 | Jacques Boisard               | PS        | Instituteur à Châteauroux |
| mars 1985      | mars 1998 | Daniel Bernardet              | UDF       | Député de l'Indre (1986-1988) Sénateur de l'Indre (1989-2007) Président du conseil régional du Centre (1983-1985) Président du conseil général de l'Indre (1985-1998) Maire de Châteauroux (1971-1989) Conseiller en gestion |
| mars 1998      | mars 2015 | Michel Durandeau (1943-2015), | PS        | Artisan retraité à Châteauroux |

### Résultats électoraux
- Élections cantonales de 2004 : Michel Durandeau (PS) est élu au 2e tour avec 60,01 % des suffrages exprimés, devant Francis Mory (UMP) (39,99 %). Le taux de participation est de 67,03 % (7 231 votants sur 10 788 inscrits)[4].
- Élections cantonales de 2011 : Michel Durandeau (PS) est élu au 2e tour avec 64,95 % des suffrages exprimés, devant Francis Mory (UMP) (35,05 %). Le taux de participation est de 41,64 % (4 537 votants sur 10 897 inscrits)[5].

## Composition
Le canton de Châteauroux-Ouest était composé de trois communes entières et d'une fraction cantonale de la commune de Châteauroux.
- Châteauroux
- Niherne
- Saint-Maur
- Villers-les-Ormes

## Démographie

### Évolution démographique
| 1990   | 1999   | 2006   | 2012   |
| ------ | ------ | ------ | ------ |
| 16 790 | 15 969 | 15 375 | 14 999 |

### Âge de la population
La pyramide des âges, à savoir la répartition par sexe et âge de la population, du canton de Châteauroux-Ouest en 2009 ainsi que, comparativement, celle du département de l'Indre la même année sont représentées avec les graphiques ci-dessous.
La population du canton comporte 52 % d'hommes et 48 % de femmes. Elle présente en 2009 une structure par grands groupes d'âge légèrement plus âgée que celle de la France métropolitaine.
Il existe en effet 83 jeunes de moins de 20 ans pour cent personnes de plus de 60 ans, soit un indice de jeunesse de 0,83, alors que pour la France cet indice est de 1,06. L'indice de jeunesse du canton est par contre supérieur à celui  du département (0,67) et inférieur à celui de la région (0,95).
| Hommes | Classe d’âge | Femmes |
| ------ | ------------ | ------ |
| 0,7    | 90 ans ou +  | 1,8    |
| 7,2    | 75 à 89 ans  | 10,8   |
| 14,8   | 60 à 74 ans  | 15,2   |
| 23,6   | 45 à 59 ans  | 21,0   |
| 24,8   | 30 à 44 ans  | 21,5   |
| 13,4   | 15 à 29 ans  | 12,3   |
| 15,6   | 0 à 14 ans   | 17,3   |

| Hommes | Classe d’âge | Femmes |
| ------ | ------------ | ------ |
| 0,5    | 90 ans ou +  | 1,6    |
| 9,6    | 75 à 89 ans  | 13,8   |
| 17,0   | 60 à 74 ans  | 17,5   |
| 22,1   | 45 à 59 ans  | 20,6   |
| 19,2   | 30 à 44 ans  | 17,8   |
| 15,0   | 15 à 29 ans  | 13,6   |
| 16,6   | 0 à 14 ans   | 15,1   |